# Linus Bernoulli

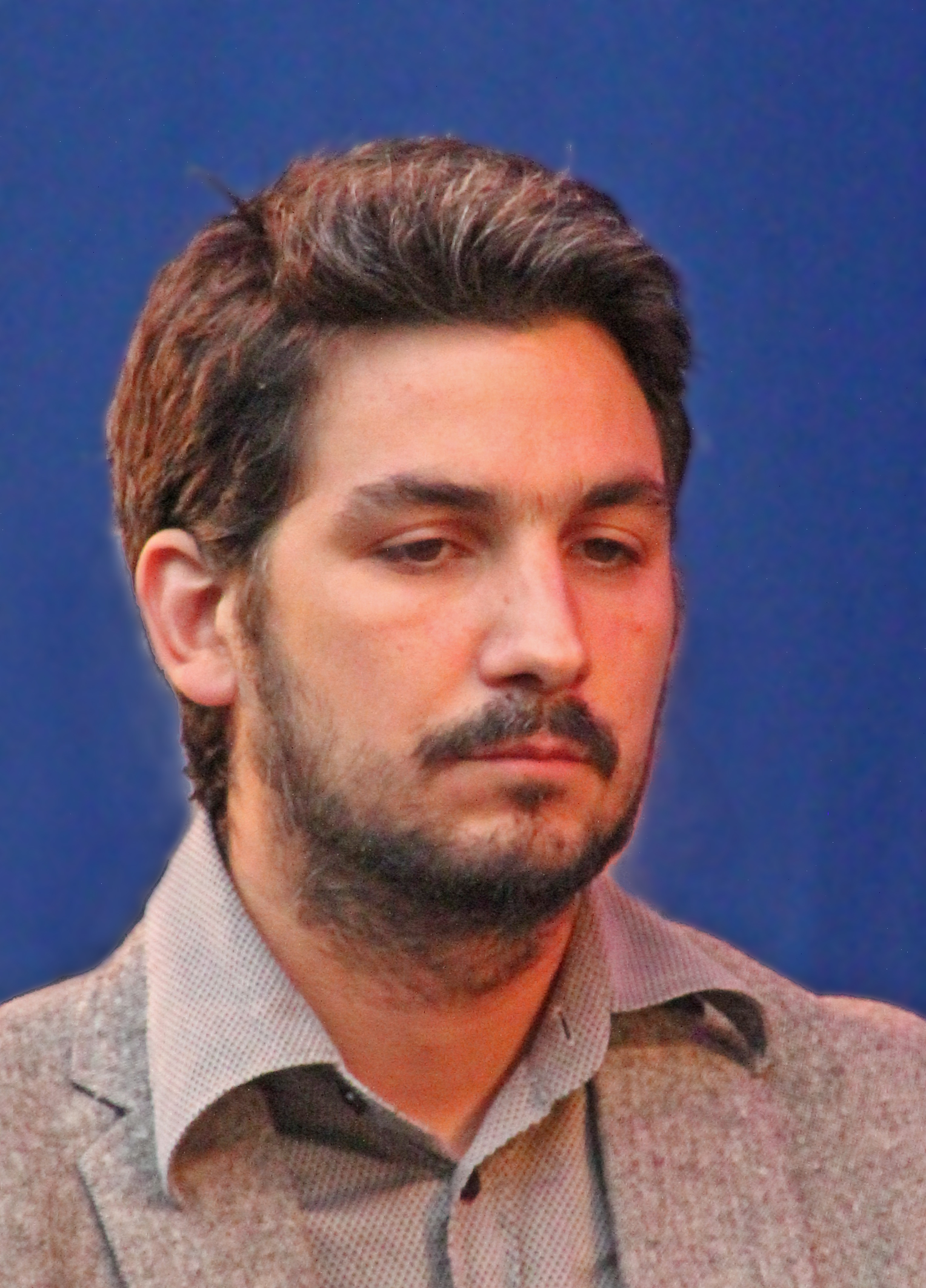
Linus Bernoulli (2017)

Linus S. Bernoulli (* 26. Juni 1983 in Basel) ist ein Schweizer Musiker, 3./1. Hornist am Staatstheater am Gärtnerplatz in München.
Weiterhin ist er Mitglied im Ed Partyka Jazz Orchestra, bei Oliver Leichts Oktett [Acht.], mit der er das Album The State of Things (Float 2016) veröffentlichte, Malte Schillers Ensemble Red Balloon+ (Not So Happy, Unit Records 2014) und im Jan Schreiner Large Ensemble.
2016 trat er zusammen mit Billy Cobham und der Frankfurt Radio Big Band auf der CD Broad Horizon in Erscheinung.